# Grupo Luni
Luni é um grupo musical brasileiro formado em 1986, em São Paulo, que foi sucesso na década de 80. Com integrantes vindos de áreas tão distintas como teatro, literatura, artes plásticas e música, era formado por Marisa Orth, Natália Barros, Théo Wernek, André Gordon, Fernando Figueiredo, Kuki Stolarky, Lelena Anhaia e pela dupla francesa Gilles Eduar e Lloyd Bonnemaison. 

## História

### Início e sucesso
O Luni fez estreia em 1986, no lendário Madame Satã, no bairro do Bixiga em São Paulo. Até o final de 1987, já tinha realizado centenas de shows em várias cidades do Brasil.
Contemporâneo de bandas como Os Mulheres Negras e Nouvelle Cuisine, em pleno "boom" do rock brasileiro, o Luni surpreendia o público com apresentações provocantes e canções ousadas, além um visual brega e despojado. Além dos figurinos e repertório, o grupo destacava-se por fazer espetáculos multimídia, trazendo para o palco companhias de dança, teatro e circo.
O grupo gravou em 1988 um único disco, homônimo, que trazia o já clássico hit "The Best", além de outras duas faixas que também fizeram sucesso: "Taxi" e "Johnny". O álbum foi relançado em 2001, pela série Arquivo Warner.
A banda ficou nacionalmente conhecida quando fez a abertura da telenovela Que Rei Sou Eu?, com a música "Rap do Rei", mas dissolveu-se em 1992 em função das oportunidades irrecusáveis que foram surgindo na vida dos integrantes da banda.

### Retorno
Em maio de 2002, a banda fez uma turnê de revival, no Teatro do Sesc Pompéia, em São Paulo. Depois disso cada integrante voltou a seguir com suas carreiras.
Em 2006, Marisa Orth reuniu-se com alguns integrantes da banda (Fernando Figueiredo e Natália Barros) para participar da regravação de "Agora É Moda", sucesso de Rita Lee em 1978. O registro foi feito para o CD Até o Fim, do cantor Hugo Casarini, produzido por Ruben Feffer, que tocou teclado na banda desde 1991.
Em 2014, se reúnem novamente, com os integrantes Marisa Orth, André Gordon e Natalia Barros (voz), Theo Werneck (voz e guitarra), Fernando Figueiredo (voz e mixagem), Fernando Bastos (saxofone) e Gilles Eduard (saxofone e clarinete), Lelena Anhaia (contrabaixo), Ruben Feffer (teclados e acordeom) e Kuki Stolarski (bateria).

## Formação
- André Gordon (voz e teclados)
- Fernando Figueiredo (voz e teclados)
- Gilles Eduar (sax alto e clarinete)
- Lloyd Bonnemaison (sax tenor e percussão)
- Lelena Anhaia Mello (baixo)
- Marisa Orth (voz)
- Natalia Barros (voz e teclados)
- Theo Werneck (voz, guitarra e percussão)